# أولغا تانون
أولغا تيريسا تانون أورتيز (بالإسبانية:Olga Teresa Tañón Ortíz) شهيرة باسم أولغا تانون (بالإسبانية:Olga Tañón) هي مطربة بورتوريكية، فنانة تسجيلية، وعلى مدار مسيرتها، قد حصلت مرتين على جائزة غرامي، ثلاث جوائز جرامي اللاتينية، و 29 جائزة نويسترو لو بريمو.

## ألبومات ستوديو
- 1992: Sola
- 1993: Mujer de Fuego
- 1994: Siente el Amor
- 1996: Nuevos Senderos
- 1997: Llévame Contigo
- 1998: Te Acordarás de Mí
- 2001: Yo por Ti
- 2002: Sobrevivir
- 2005: Una Nueva Mujer
- 2006: Soy Como Tú
- 2007: Exitos en 2 Tiempos
- 2011: Ni Una Lagrima Más
- 2013: Una Mujer
- 2016: TBA

## روابط خارجية
- أولغا تانون على موقع IMDb (الإنجليزية)
- أولغا تانون على موقع ميوزك برينز (الإنجليزية)
- أولغا تانون على موقع أول ميوزيك (الإنجليزية)
- أولغا تانون على موقع ديسكوغز (الإنجليزية)

- موقعها الرسمي